# PWF
PWFは、1973年にロード・ブレアースを初代会長としてアメリカ合衆国のハワイ州ホノルルに発足されたプロレスの王座認定組織。2代目会長以降は日本の全日本プロレスが事実上本部である。正式名称はパシフィック・レスリング・フェデレーション（Pacific Wrestling Federation、太平洋沿岸レスリング同盟）。

## 概要
PWFは興行を執り行うプロレス団体でなく王座の認定、ルールの制定を目的とした組織であるため、興行は開催していない。事実上は全日本プロレスの王座の管理、運営部門として機能している。
初代会長はロード・ブレアース、2001年からは現役を引退したスタン・ハンセンが第2代会長を務め、第3代会長には馳浩が引退した翌年の2007年7月15日で就任している。
2013年3月17日、両国国技館大会において馳が会長を勇退して、後任の第4代会長を5月11日をもって引退するプロレスリング・ノアの小橋建太（全日本プロレスは2000年6月15日に退団）に譲ると馳が発言したが、小橋には正式要請が来ておらず、この件については言及していなかった。結局、後任の会長職は空席となっていたが、10月27日にドリー・ファンク・ジュニアが第4代会長になることを発表。

## 歴史
1972年、力道山の死後、百田家に保管されていたインターナショナル・ヘビー級王座およびWWA世界ヘビー級王座として使用されていたチャンピオンベルトが、全日本プロレスを設立して間もないジャイアント馬場に寄贈された。
これを受けて、全日本では力道山のチャンピオンベルトを「世界ヘビー級王座」として使用することを決め、その王座争奪戦を開催。
この新設王座争奪戦は、馬場とブルーノ・サンマルチノ、テリー・ファンク、アブドーラ・ザ・ブッチャー、ザ・デストロイヤー、ウイルバー・スナイダー、ドン・レオ・ジョナサン、パット・オコーナー、ボボ・ブラジルの8選手による勝ち抜き十番勝負という形で行われて、馬場が8勝2引分けという成績を収め（最初の対戦で引き分けたサンマルチノ、スナイダーには再戦で勝利）、初代世界ヘビー級王者となる。
1973年3月にハワイのホノルルを本部とするPWF（Pacific Wrestling Federation）設立を発表し、初代会長には馬場と旧知の仲であったロード・ブレアースが就任している。世界ヘビー級王座をPWF世界ヘビー級王座と改めて馬場を、初代王者に認定したのがPWFの始まりである。
後に全日本にNWA世界ヘビー級王者を招聘するにあたって、NWAからの勧告に基づき「世界」の2文字を外してPWFヘビー級王座に改称された。以降、馬場がNWA第一副会長を退任してNWAと疎遠になる1990年代前半までは、PWFヘビー級王座及び、その後の三冠ヘビー級王座などのPWF管理タイトルの選手権試合宣言（認定書）では「この試合は、NWAが認可し、PWFが認定する〇〇選手権試合であることを宣言する」という文言が必ず読まれた。
なお、ブレアースは1980年頃までハワイでプロモーターとして活動していたが、それはPWFの興行と認識されておらず、またPWF認定の各王座のタイトルマッチがハワイで行われたこともない（日本以外でのPWFが認定している王座戦も、プロレス四天王時代以降では2011年の台湾での世界タッグ選手権試合と、2018年1月21日に韓国で開催されたワールドアジアヘビー級王座決定ワンデイトーナメントのみである）。

## 業務内容
PWFは全日本プロレスの興行で行われるタイトルの認定、タイトルマッチの管理と運営、ルールの制定、および他団体の興行でPWFルールを用いた選手権試合の認可を行う。
ロード・ブレアースおよびスタン・ハンセンが会長だった時代は、PWF会長が年に数回来日して、タイトルマッチにおいて試合開始前に認定書を読み上げ、または試合終了後の表彰を自ら行うこともあった。
会長が不在の大会では、2000年までは主に放映権を持つ日本テレビの編成局長やスポーツ部長などの関係者（地方でのタイトルマッチは当地の日本テレビ系列局の関係者）が代理人として、選手権試合宣言代読を務めるという形を取っていたが、全日本と日本テレビの関係が途切れた2000年以降は、全日本の関係者や東京スポーツの関係者などが代理人を務めることもあった。
その後、ドリー・ファンク・ジュニアがPWF会長となり、ドリーがタイトルマッチの試合会場に来臨する場合は、試合前の認定書の読み上げと試合終了後の表彰を直々に行った。
ドリーが不在の場合には、全日本の関係者が代理人としてタイトルマッチにおいて一連の職務を執り行う。GAORAの解説者でスポーツライターの小佐野景浩が代理人を務めたこともある。

## PWFヘビー級王座
創立当初の名称は「PWF世界ヘビー級王座」だったがPWFの創立後、程なくして全日本プロレスがNWAの臨時役員会にて加盟の認可がおり、「NWAテリトリーの中で世界を冠するタイトルは各階級1つのみ」というNWAからの勧告で「世界」の文字を外すこととなった。
PWFヘビー級王座のチャンピオンベルトは百田家から寄贈されたチャンピオンベルトを、そのまま使用されていたが、このチャンピオンベルトは力道山の体格に合わせて作られていたため、力道山より30cmほど長身のジャイアント馬場が手に持つと玩具じみて見え、胴回りも相当苦しいものとなった。しばらくして馬場の身体のサイズでもしっかり目立つように作り直された。このチャンピオンベルトは何本かあり、その中の1本は金属部分が純金製である。
挑戦者は実力ないし実績のある選手に厳選された。また、タイトルマッチも日本のみならず海外でも積極的に行われており、NWA、AWA、WWWFの世界王者とダブルタイトルマッチを行うこともあった。ジャイアント馬場は大木金太郎が保持していたアジアヘビー級王座とのダブルタイトルマッチに勝利して二冠王となったこともある（その後、馬場はアジアヘビー級王座の防衛戦を1度も行うことなく封印して、最終的には大木が保持していたインターナショナル・ヘビー級王座が馬場の管理に移る際、交換条件として大木の手に戻っている）。現在は三冠ヘビー級王座を構成するタイトルの一つである。

## PWFルール
全日本プロレスで行われる全ての試合に原則として適用されており、大きな特徴は「反則裁定でも王座移動があること」である。当時、各プロレス団体のタイトルマッチは反則裁定では原則として王座の移動がないものが主流であった。これはアメリカのルールが持ち込まれたもので、旧日本プロレスでも力道山が保持していたインターナショナル・ヘビー級王座やアジアタッグ王座などで王者反則負け防衛の実例が数度存在する。また、全日本でもNWA世界ヘビー級選手権試合やAWA世界ヘビー級選手権試合を開催した時にはNWAとAWAのルールが優先的に適用されていた。
しかし、ジャイアント馬場が「反則でも負けは負け。王座の移動を認めるべき」と主張したことにより、PWFルールに盛り込まれた。実際に馬場が、このルールの適用により初代PWFヘビー級王座から陥落している（1978年6月1日に全日本プロレス秋田県立体育館大会でキラー・トーア・カマタに敗れている）。場外カウントは10であり、新日本プロレスやプロレスリング・ノアが採用する20カウントと異なる（これはハワイルールと共通している）。なお、NWAやAWAの王座と全日本が管理している王座とのダブルタイトルマッチとなる場合、PWFルールが適用されるケースがあり、その場合は反則やリングアウトでの勝利の場合も王座が移動する。
2021年1月にコレガプロレスで、3月に天龍プロジェクトで、それぞれ公式ルールとして採用された。

## 王座一覧
- 三冠ヘビー級王座（PWFヘビー級王座、インターナショナル・ヘビー級王座、ユナイテッド・ナショナル・ヘビー級王座の統一王座）
- 世界タッグ王座（PWF世界タッグ王座、インターナショナル・タッグ王座の統一王座）
- 世界ジュニアヘビー級王座
- アジアヘビー級王座
- アジアタッグ王座
- GAORA TV チャンピオンシップ

認可王座
- ユナイテッド・ナショナル・タッグ王座

## 歴代PWF会長
| 歴代                                             | 氏名                       | 在職期間                      | 備考        |
| ------------------------------------------------ | -------------------------- | ----------------------------- | ----------- |
| 初代                                             | ロード・ブレアース         | 1973年3月 - 2001年1月28日     | 名誉PWF会長 |
| 第2代                                            | スタン・ハンセン           | 2001年1月28日 - 2007年7月15日 |             |
| 第3代                                            | 馳浩                       | 2007年7月15日 - 2013年3月17日 |             |
| ※2013年3月18日 - 2013年10月26日までPWF会長が不在 |                            |                               |             |
| 第4代                                            | ドリー・ファンク・ジュニア | 2013年10月27日 -              |             |

## その他の王座
1970年代、ザ・デストロイヤーがハワイ（テキサス説もある）でペドロ・モラレスから奪取したUSヘビー級王座を全日本プロレスに持ち込み、これをPWFが認定してPWF USヘビー級王座となった。その後、ミル・マスカラスやアブドーラ・ザ・ブッチャーも短期間戴冠したが、デストロイヤーの離日と共に王座は自然消滅している。
また、第1回「チャンピオン・カーニバル」の開催に際して、カリプス・ハリケーンがPWF南米ヘビー級王者、マーク・ルーインがPWF南半球ヘビー級王者、キング・イヤウケアがPWF太平洋岸ヘビー級王者として来日したが、その後の発展（タイトルマッチ等）はなく、いずれも同大会限りで王座は自然消滅している。